# 門井慶喜
門井 慶喜（かどい よしのぶ、1971年〈昭和46年〉11月2日 -）は、日本の小説家、推理作家。
群馬県桐生市生まれ。同志社大学文学部文化学科文化史学専攻（現・文学部文化史学科）卒業。

## 略歴
出生は群馬県だが、3歳のときに転居した栃木県宇都宮市で育つ。宇都宮市立城山東小学校から宇都宮市立国本中央小学校を経て、宇都宮市立国本中学校、栃木県立宇都宮東高等学校、同志社大学文学部文化学科文化史学専攻（現・文学部文化史学科）卒業。
大学卒業後、1994年から2001年まで宇都宮市にキャンパスのある帝京大学理工学部で職員として勤務。初めて文学賞に応募したのは2000年の「創元推理短編賞」。
2003年に「キッドナッパーズ」で「第42回オール讀物推理小説新人賞」を受賞しデビュー。2005年に妻の実家のある大阪府寝屋川市に転居、自宅近くのアパートを借りて仕事場としている。2006年に『天才たちの値段』で単行本デビュー。2018年に『銀河鉄道の父』で「第158回直木賞」を受賞。
2011年から2013年まで、本格ミステリ作家クラブの監事をつとめる。
2020年3月6日、ねやがわPR大使に就任した。

## エピソード
講談社のインタビューで影響を受けた作家について尋ねられ、デイヴィッド・ロッジやイタロ・カルヴィーノのような小説を書きたいと述べている。

## 文学賞受賞・候補歴
太字は受賞
- 2000年 - 「天才たちの値段」で第39回オール讀物推理小説新人賞候補。
- 2001年 - 「女子校時代ライブラリー」で第40回オール讀物推理小説新人賞候補。
- 2001年 - 「いちばん嫌いな親友」で第41回オール讀物推理小説新人賞候補。
- 2003年 - 「エルミタージュへようこそ」で第83回オール讀物新人賞候補。
- 2003年 - 「過去の底の未来」で第14回朝日新人文学賞候補。
- 2003年 - 「キッドナッパーズ」で第42回オール讀物推理小説新人賞受賞[2]。
- 2008年 - 『人形の部屋』で第61回日本推理作家協会賞（長編及び連作短編部門）候補。
- 2009年 - 「パラドックス実践」で第62回日本推理作家協会賞（短編部門）候補。
- 2014年 - 『シュンスケ！』『かまさん』で第3回歴史時代作家クラブ賞（作品賞）候補。
- 2015年 - 『東京帝大叡古教授』で第153回直木三十五賞候補[12]。
- 2016年 - 『マジカル・ヒストリー・ツアー ミステリと美術で読む近代』で第69回日本推理作家協会賞（評論その他の部門）受賞[2]。
- 2016年 - 『東京帝大叡古教授』で第3回高校生直木賞候補。
- 2016年 - 『家康、江戸を建てる』で第155回直木三十五賞候補[13]。第22回中山義秀文学賞候補。
- 2016年 - 『ゆけ、おりょう』で第6回本屋が選ぶ時代小説大賞候補。
- 2016年 - 咲くやこの花賞（文芸その他部門）受賞。
- 2017年 - 『家康、江戸を建てる』で 第6回歴史時代作家クラブ賞（作品賞）候補。第4回高校生直木賞候補。
- 2018年 - 『銀河鉄道の父』で第158回直木三十五賞受賞[9]。第5回高校生直木賞候補。

## 作品リスト

### 現代小説

#### 美術探偵・神永美有シリーズ
- 天才たちの値段（2006年9月 文藝春秋 / 2010年2月 文春文庫）
  - 収録作品：天才たちの値段 / 紙の上の島 / 早朝ねはん / 論点はフェルメール / 遺言の色
- 天才までの距離（2009年12月 文藝春秋 / 2012年8月 文春文庫）
  - 収録作品：天才までの距離 / 文庫本今昔 / マリーさんの時計 / どちらが属国 / レンブラント光線
- 注文の多い美術館（2014年11月 文藝春秋 / 2017年8月 文春文庫）
  - 収録作品：流星刀、五稜郭にあり / 銀印も出土した / モザイクで、やーらしい / 汽車とアスパラガス / B級偉人 / 春のもみじ秋のさくら

#### その他
- 人形の部屋（2007年10月 東京創元社ミステリ・フロンティア / 2014年5月 創元推理文庫）
  - 収録作品：人形の部屋 / 外泊1−銀座のビスマルク / お花当番 / 外泊2−夢みる人の奈良 / お子様ランチで晩酌を
- パラドックス実践 雄弁学園の教師たち（2009年6月 講談社 / 2013年1月 講談社文庫）
  - 収録作品：パラドックス実践 / 弁論大会始末 / 叔父さんが先生 / 職業には向かない女
- おさがしの本は（2009年7月 光文社 / 2011年11月 光文社文庫）
  - 収録作品：図書館ではお静かに / 赤い富士山 / 図書館滅ぶべし / ハヤカワの本 / 最後の仕事
- 血統（ペディグリー）（2010年6月 文藝春秋）
  - 【改題】悪血（2013年11月 文春文庫）
- この世にひとつの本（2011年4月 東京創元社 / 2015年12月 創元推理文庫）
- 小説あります（2011年7月 光文社 / 2014年2月 光文社文庫） - 「おさがしの本は」の続編的作品
- 竹島（2012年6月 実業之日本社 / 2015年6月 実業之日本社文庫）
- 若桜鉄道うぐいす駅（2012年9月 徳間書店 / 2014年9月 徳間文庫）
- ホテル・コンシェルジュ（2013年2月 文藝春秋 / 2015年10月 文春文庫）
  - 収録作品：みだらな仏像 / 共産主義的自由競争 / 女たちのビフォーアフター / 宿泊客ではないけれど / マダムス・ファミリー
- こちら警視庁美術犯罪捜査班（2013年10月 光文社 / 2016年1月 光文社文庫）
  - 収録作品：こちら警視庁美術犯罪捜査班 / てのひらのロダン / 仏像をなめる / 自分で自分の贋作を / なぜ保険会社がゴッホを買うか
- 東京帝大叡古教授（2015年3月 小学館 / 2016年5月 小学館文庫）[注 1]
- キッドナッパーズ（2019年1月 文春文庫）
  - 収録作品：キッドナッパーズ / 目刺し / 架空の風景 / 十字架ジュース / ごとんがたん / べつばら / おなじ本でも
- 定価のない本（2019年9月 東京創元社 / 2022年10月 創元推理文庫）

### 歴史小説
- シュンスケ！（2013年3月 角川書店 / 2016年7月 角川文庫） - 伊藤博文の若き日を描いた著者初の歴史小説
- かまさん（2013年5月 祥伝社） - 榎本武揚を主人公とした歴史小説
  - 【改題】かまさん 榎本武揚と箱館共和国（2016年10月 祥伝社文庫）
- 新選組颯爽録（2015年8月 光文社 / 2018年4月 光文社文庫） - 新選組の隊士を主人公とした短編集
  - 収録作品：戦いを避ける / 馬術師範 / 芹沢鴨の暗殺 / 密偵の天才 / よわむし歳三 / 新選組の事務官 / ざんこく総司
- 家康、江戸を建てる（2016年2月 祥伝社 / 2018年11月 祥伝社文庫） - 徳川家康による江戸開府をめぐる連作短編集
  - 収録作品：流れを変える / 金貨を延べる / 飲み水を引く / 石垣を積む / 天守を起こす
- ゆけ、おりょう（2016年8月 文藝春秋 / 2019年8月 文春文庫） - 坂本龍馬の妻おりょうを主人公とした作品
- 屋根をかける人（2016年12月 KADOKAWA / 2019年3月 角川文庫） - 建築家のウィリアム・メレル・ヴォーリズが主人公の小説
- 銀河鉄道の父（2017年9月 講談社 / 2020年4月 講談社文庫） - 宮沢賢治を父の視点で描いた
- 新選組の料理人（2018年5月 光文社 / 2021年2月 光文社文庫）
- 自由は死せず（2019年11月 双葉社 / 2023年1月 双葉文庫【上・下】） - 板垣退助を主人公とした作品
- 東京、はじまる（2020年2月 文藝春秋 / 2023年4月 文春文庫） - 建築家の辰野金吾を主人公とした作品
- 銀閣の人（2020年9月 KADOKAWA / 2023年9月 角川文庫） - 足利義政を主人公とした作品
- なぜ秀吉は（2021年5月 毎日新聞出版） - 豊臣秀吉の朝鮮出兵をテーマとした作品
- 地中の星（2021年8月 新潮社） - 早川徳次を主人公とした作品
  - 【改題】地中の星 東京初の地下鉄走る（2023年12月 新潮文庫）
- ロミオとジュリエットと三人の魔女（2021年11月 講談社） - シェイクスピア劇をモチーフにした作品
- 信長、鉄砲で君臨する（2022年2月 祥伝社） - 織田信長と西洋文明の対峙を描く連作短編集
  - 収録作品：鉄砲が伝わる / 鉄砲で殺す / 鉄砲で儲ける / 鉄砲で建てる / 鉄砲で死ぬ
- 江戸一新（2022年12月 中央公論新社） - 老中・ 松平信綱を主人公に、明暦の大火後の首都再建を描いた作品
- 文豪、社長になる（2023年3月 文藝春秋） - 文藝春秋の創業者・菊池寛を主人公とした作品
- 天災ものがたり（2023年7月 講談社） - 日本の大災害と防災の歴史を描く連作短編集
  - 収録作品：一国の国主 / 漁師 / 人身売買商 / 除灰作業員 / 囚人 / 小学校教師
- ゆうびんの父（2024年4月 幻冬舎） - 郵便制度を創設した前島密が主人公の小説
- 札幌誕生（2025年4月 河出書房新社） - 島義勇、内村鑑三、バチラー八重子、有島武郎、岡崎文吉が主人公の連作短編集
  - 【分冊】北海道を駆け抜けた志士・島義勇（2025年3月 河出書房新社） - 北海道のセイコーマートで発売された『札幌誕生』第一話を収録した分冊版[14]

### アンソロジー
「」内が門井慶喜の作品
- ザ・ベストミステリーズ 2007 推理小説年鑑（2007年7月 講談社）「早朝ねはん」
  - 【分冊・改題】MARVELOUS MYSTERY 至高のミステリー、ここにあり ミステリー傑作選（2010年11月 講談社文庫）
- ザ・ベストミステリーズ 2009 推理小説年鑑（2009年7月 講談社）「パラドックス実践」
  - 【分冊・改題】Bluff 騙し合いの夜 ミステリー傑作選（2012年4月 講談社文庫）
- 名探偵に訊け（2010年9月 光文社カッパ・ノベルス / 2013年4月 光文社文庫）「図書館滅ぶべし」
- 宝石 ザ・ミステリー（2011年12月 光文社）「仏像をなめる」
- 宝石 ザ・ミステリー2（2012年12月 光文社）「保険会社がゴッホの絵を買う理由」
- 大崎梢リクエスト！ 本屋さんのアンソロジー（2013年1月 光文社 / 2014年8月 光文社文庫）「夫のお弁当箱に石をつめた奥さんの話」
- 決戦！ 新撰組（2017年5月 講談社 / 2020年5月 講談社文庫）「戦いを避ける」
- 池波正太郎と七人の作家 蘇える鬼平犯科帳（2018年10月 文春文庫）「浅草・今戸橋」
- 京都迷宮小路（2018年11月 朝日文庫）「銀印も出土した」
- 時代小説傑作選 土方歳三がゆく（2020年5月 集英社文庫）「よわむし歳三」
- 超短編！ 大どんでん返し（2021年2月 小学館文庫）「消費の対象としての尊王」
- あなたのなつかしい一冊（2022年8月 毎日新聞出版）※エッセイアンソロジー「横しぐれ」
- 味比べ 時代小説アンソロジー（2022年3月 角川文庫）「ぜんざい屋事件」
- どうした、家康（2023年1月 講談社文庫）「塩を納めよ」

### エッセイ・対談・評論
- ぼくらの近代建築デラックス！（2012年11月 文藝春秋 / 2015年5月 文春文庫） - 共著：万城目学
- マジカル・ヒストリー・ツアー ミステリと美術で読む近代（2015年11月 幻戯書房 / 2017年12月 角川文庫）
- にっぽんの履歴書（2018年1月 文藝春秋）
- 日本の夢の洋館（2019年4月 エクスナレッジ / 2023年8月 エクスナレッジ【新装改訂版】） - 写真：枦木功
- 日本史を変えた八人の将軍（2020年1月 祥伝社新書） - 共著：本郷和人
- 誰かに教えたくなるレトロ建築の話（2020年3月 潮新書） - 共著：奈良岡聰智
- 人生を豊かにする 歴史・時代小説教室（2022年4月 文春新書） - 共著：安部龍太郎、畠中恵
- 作家さんと日本の古典を読んでみた！(3) 門井慶喜さんと読む ビジュアル平家物語（2024年4月 ポプラ社） - 総監修：山田和人

### ノンフィクション
- 徳川家康の江戸プロジェクト（2018年11月 祥伝社新書）
- 東京の謎（ミステリー）この街をつくった先駆者たち（2021年9月 文春新書）
- よみがえる森鷗外（2022年12月 毎日新聞出版） - 作家・識者ら41名が執筆

### 連載中・未刊行作品
- プロムナード（日本経済新聞 2017年1月 - 6月） - 夕刊に連載のエッセイ。金曜日担当
- 門井慶喜の史々周国（産経新聞関西版朝刊、2017年4月 - ） - 月1回連載中。旅を主としたエッセイ。

## 出演
- タイプライターズ〜物書きの世界〜（フジテレビ系） - 2018年4月7日（地上波）にゲストとして初出演。2019年8月30日には近代建築のプレゼン役としてBS版に出演。
- なにげに文士劇2024 旗揚げ公演『放課後』（2024年11月16日、サンケイホールブリーゼ） - 大谷 役[15]。

## 映像化作品

### 映画
- 銀河鉄道の父（2023年5月5日公開、配給：キノフィルムズ、監督：成島出、主演：役所広司）[16][17]

### テレビドラマ
- 叡古教授の事件簿（2016年5月21日、テレビ朝日系「土曜プライム」枠、主演：藤木直人、原作：東京帝大叡古教授）[18]
- 家康、江戸を建てる（2019年1月2日・3日、NHK総合、出演：市村正親・佐々木蔵之介・柄本佑）[19]